# 小黄蝠
小黄蝠（学名：Scotophilus kuhli）为蝙蝠科黄蝠属的动物。分布于台湾岛以及中国大陆的广西、广东、云南、海南、福建等地，一般栖息于热带和亚热带家舍。该物种的模式产地在印度。

## 亚种
- 小黄蝠云南亚种（学名：Scotophilus kuhli consobrinus），J. Allen于1906年命名。分布于台湾岛以及中国大陆的广西、广东、云南、海南、福建等地。该物种的模式产地在海南。[2]